# Hyloxalus marmoreoventris
Espèce
Synonymes
- Colostethus marmoreoventris Rivero, 1991

Statut de conservation UICN

 DD  : Données insuffisantes
Hyloxalus marmoreoventris est une espèce d'amphibiens de la famille des Dendrobatidae.

## Répartition
Cette espèce est endémique de la province de Tungurahua en Équateur. Elle se rencontre à 1 225 m d'altitude sur le versant amazonien de la cordillère Orientale.

## Description
Le mâle holotype mesure 21,7 mm.

## Publication originale
- Rivero, 1991 : New Ecuadorean Colostethus (Amphibia, Dendrobatidae) in the collection of the National Museum of Natural History, Smithsonian Institution. Caribbean Journal of Science, vol. 27, no 1/2, p. 1-22 (« texte intégral »(Archive.org • Wikiwix • Archive.is • Google • Que faire ?)).